# Памье (округ)
Памье (фр. Pamiers) — округ (фр. Arrondissement) во Франции, один из округов в регионе Юг-Пиренеи. Департамент округа — Арьеж. Супрефектура — Памье.
Население округа на 2006 год составляло 67 279 человек. Плотность населения составляет 51 чел./км². Площадь округа составляет всего 1315 км².